# Wenera-D
Wenera-D (ros. Венера-Д) – rosyjska sonda międzyplanetarna przeznaczona do badania planety Wenus. Zadaniem misji będzie badanie składu atmosfery oraz powierzchni Wenus w sposób zbliżony do amerykańskiej sondy Magellan z 1990 r., ale z użyciem dużo mocniejszego radaru, a także pierwsze lądowanie na powierzchni planety od 1985 r. Start misji był planowany wstępnie na rok 2016, jednakże później uznano, że złożoność projektu nie pozwala na przygotowanie w takim terminie i start nie odbędzie się przed 2024 r.
Sonda składać się będzie z:
- orbitera
- lądownika
- co najmniej dwóch balonów, przeznaczonych do badania składu atmosfery

Wenera-D będzie pierwszą sondą wystrzeloną ku Wenus przez Federację Rosyjską (poprzednie sondy Wenera były wystrzeliwane przez Związek Radziecki). Ma być wizytówką nowej generacji rosyjskich sond, przeznaczonych do badań Wenus. Zawierać będzie lądownik potrafiący wytrzymać ponad półtorej godziny w ekstremalnie gorącym wenusjańskim klimacie.